# Àrea urbana de Sagunt
Segons la proposta del projecte AUDES, l'àrea urbana de Sagunt, conforma un entramat urbà de 295,4 km² abastant a una població total de 122.411 habitants (INE 2008) i la densitat mitjana de població se situa en 414,4 hab./km².
Com indica el mateix estudi, la proximitat de l'àrea urbana de Sagunt amb tot l'entramat urbà de la ciutat de València i la seua àrea d'influència, ha facilitat la formació d'una conurbació encara més àmplia, integrada en el si de l'àrea metropolitana de València .
Aquesta subàrea de Sagunt, està formada per 17 municipis, 3 localitzats al nord-est de la província de València i focalitzats al voltant del municipi de Sagunt (en ser aquest el de major població). Concretament, la pràctica totalitat dels municipis de la comarca del Camp de Morvedre (a excepció d'Algar de Palància i d'Alfara de la Baronia) juntament amb tres municipis de l'Horta Nord (Puçol, El Puig, i Rafelbunyol), integren l'àrea urbana de Sagunt.
| Municipi               | Comarca          | Població (hab) (INE 2014) | Extensió km² | Densitat hab/km² |
| ---------------------- | ---------------- | ------------------------- | ------------ | ---------------- |
| Sagunt                 | Camp de Morvedre | 65.003                    | 132,4        | 492,4            |
| Puçol                  | Horta Nord       | 19.341                    | 18,1         | 1.070,9          |
| El Puig                | Horta Nord       | 8.883                     | 26,8         | 331,4            |
| Rafelbunyol            | Horta Nord       | 8.826                     | 4,2          | 2.101,4          |
| Canet d'En Berenguer   | Camp de Morvedre | 6.296                     | 3,8          | 1.656,8          |
| Faura                  | Camp de Morvedre | 3.556                     | 1,6          | 2.222,5          |
| Gilet                  | Camp de Morvedre | 3.327                     | 11,3         | 294,9            |
| Benifairó de les Valls | Camp de Morvedre | 2.229                     | 4,4          | 518,3            |
| Quartell               | Camp de Morvedre | 1.538                     | 3,2          | 480,6            |
| Estivella              | Camp de Morvedre | 1.387                     | 20,9         | 66,3             |
| Albalat dels Tarongers | Camp de Morvedre | 1.163                     | 21,3         | 54,5             |
| Quart de les Valls     | Camp de Morvedre | 1.083                     | 8,4          | 128,9            |
| Algímia d'Alfara       | Camp de Morvedre | 1.043                     | 14,4         | 72,4             |
| Petrés                 | Camp de Morvedre | 994                       | 1,9          | 523,1            |
| Benavites              | Camp de Morvedre | 632                       | 4,3          | 146,9            |
| Torres Torres          | Camp de Morvedre | 630                       | 11,8         | 53,3             |
| Segart                 | Camp de Morvedre | 184                       | 6,6          | 27,8             |
| Total                  | —                | 126.115                   | 295,4        | 414,3            |